# Jean-Charles Rivet
Pour les articles homonymes, voir Rivet (homonymie).
Jean-Charles Rivet est un haut fonctionnaire et homme politique français, né le 19 mai 1800 à Brive (Corrèze) et mort le 20 novembre 1872 à Brive (Corrèze). Il est à l'origine, en 1871, de la proposition instituant la présidence de la République, à la place du titre de chef du pouvoir exécutif détenu par Adolphe Thiers. Cette proposition a été votée le 31 août 1871.

## Biographie
Jean-Charles Rivet est le fils de Léonard Philippe Rivet (1768-1853), qui a mené une carrière préfectorale sous le Consulat et l'Empire, puis a été élu député de la Corrèze en 1831 et 1834.
Dans sa jeunesse, Jean-Charles Rivet s'intéresse aux arts et s'essaye à la peinture. Il se lie d'amitié avec les peintres Eugène Delacroix, Richard Parkes Bonington et Alexandre Colin
. Il voyage en Italie avec Bonington, dont il est à la fois le mécène et l'élève, au printemps 1826.
En 1849, Delacroix lui fait don d'une esquisse de La Mort de Sardanapale. Celle-ci sera léguée au musée du Louvre en 1925 par la fille de Rivet.
Après des études de droit à la Faculté de Paris, Jean-Charles Rivet commence une carrière dans l'administration sous la Restauration, comme sous-chef du cabinet du Ministre de l'Intérieur, Martignac, de 1828 au 8 août 1829.
Hostile aux quatre ordonnances de Charles X, qui provoquent la Révolution des Trois Glorieuses, il est à Mantes-la-Jolie pendant les événements. Il se rallie au nouveau régime et, ses opinions étant connues, il est nommé sous-préfet de Rambouillet le 19 août 1830 ; il poursuit ensuite une carrière au service de la monarchie de Juillet, comme préfet de la Haute-Marne (nommé le 7 mars 1831), puis du Gard (nommé le 21 janvier 1833).
Après un passage par le Ministère de l'Intérieur, comme directeur de cabinet (21 septembre 1834), il reprend un moment sa carrière préfectorale et devient préfet du Rhône (4 avril 1835). Il entre ensuite au conseil d'Etat (1838).
Après le coup d'État de Louis-Napoléon Bonaparte, le 2 décembre 1851, il se retire de la vie publique. Il s'occupe alors d'agriculture et d'administration des chemins de fer.
Sous la monarchie de Juillet et sous la Troisième République, il est plusieurs fois député : de la Corrèze de 1839 à 1846, du Rhône en 1848-1849, et à nouveau de la Corrèze en 1871-1872.
Il est inhumé au cimetière du Père-Lachaise (8e division),.

## Mandats et fonctions
- Sous-préfet de Rambouillet (1830-1831)
- Préfet de la Haute-Marne (1831-1833)
- Préfet du Gard (1833-1834)
- Directeur de cabinet au ministère de l'Intérieur (1834)
- Préfet du Rhône (1835-1838)
- Député de la Corrèze (1839-1846, 1871-1872)
- Député du Rhône (1848-1849)

## Distinction
- Chevalier (1837), puis officier dans l'Ordre national de la Légion d'honneur (1849).